# Patera d'Aitchison
Aitchison Patera
Pour les articles homonymes, voir Aitchison.
La patera d'Aitchison (désignation internationale : Aitchison Patera) est une patera située sur Vénus dans le quadrangle de Carson. Elle a été nommée en référence à Alison Aitchison, une géographe américaine.